# Ouragan de Pointe-à-Pitre de 1776
L’ouragan de Pointe-à-Pitre de 1776 est l'un des plus meurtriers rapportés dans le bassin de l'Atlantique nord. Sa trajectoire et son intensité ne sont connues que partiellement. Il a frappé la Guadeloupe le 6 septembre 1776 près de Pointe-à-Pitre, la plus grande agglomération actuelle de l'île. Une analyse postérieure réalisée par Michael Chenoweth montre que ce cyclone tropical était au moins de la force d'un ouragan avec des vents soutenus de 119 km/h et qu'il affecta également Antigua et la Martinique avant la Guadeloupe, puis la Louisiane, le 12 septembre 1776.

## Impact
Au moins 6 000 personnes sont mortes en Guadeloupe, soit le plus lourd bilan humain connu à cette date dans l'Atlantique nord. Cependant, le Grand ouragan de 1780 l'a largement surpassé avec plus de 22 000 morts à peine quatre ans plus tard.
La tempête a également coulé 60 % des navires d'un convoi marchand franco-hollandais chargé d'une cargaison destinée à l'Europe. Les effets en Louisiane sont inconnus car les annales pour l'année 1776 ne parlent que de « quelques dommages » à La Nouvelle-Orléans.